# 擬大眼原燈籠魚
擬大眼原燈籠魚（学名：Protomyctophum subparallelum）为輻鰭魚綱燈籠魚目灯笼鱼科的其中一種。分布于南半球亞熱帶海域，為深海魚類，體長可達3.6公分。

## 扩展阅读
維基物種上的相關：擬大眼原燈籠魚